# MONI玩
MONI玩是一款由中国上海摩拟玩网络科技有限公司开发并运营的安卓模拟器，与2015年4月8日正式对外测试。

## 软件特点
MONI玩是一款基于Drodid4X内核开发的安卓模拟器， 对于安卓游戏具有较高的兼容性。同时基于电脑运行手机游戏，具有游戏画面更清晰，操作手感更方便的特点。
基于MONI玩软件还有与之配套的网站，用户只需要点击网站上任一游戏下方的“MONI玩”按钮即可呼出MONI玩并一步完成下载及安装。 